# Eusébio Macário
Eusébio Macário é o título de uma novela de Camilo Castelo Branco, escrita em 1879.
Trata-se de uma obra em que Camilo parodia as novas correntes literárias do Realismo e, especialmente, da sua variante, o Naturalismo.

## Enredo
A novela desenrola-se, como acontece em muitas novelas deste autor, no norte de Portugal, na localidade de Basto no período histórico de 1822 (Constituição Progressista - os homens alfabetizados poderiam votar).
A personagem que dá título à novela é Eusébio Macário que é boticário (farmacêutico). É viúvo, tem dois filhos chamados José Fístula e Custódia. Ambos os filhos têm uma hereditariedade sensual e estróina. E, por vezes, fica numa negociação entre a racionalidade do dinheiro e a irracionalidade do desejo.
Eusébio é amigo do padre Justino que vive com a amante, Felícia. Esta tem um irmão, um brasileiro (na novela camiliana um brasileiro é um português que emigrou para o Brasil e voltou a Portugal, regra geral com fortuna) chamado Bento, que é comendador.
Bento interessa-se por Custódia, filha de Eusébio. Ela casa-se com o comendador Bento por interesse no dinheiro. Estando casados vão viver para o Porto. A irmã de Bento, Felícia, abandona o Padre e vai acompanhá-los. O Padre Justino, desconsolado, torna-se amante de uma modista, Eufémia. Felícia acaba por se casar com o José Fístula (filho de Eusébio, irmão de Custódia).
A moral, neste livro, ocupa o lugar do fingimento.

## Personagens
- Bento José Pereira Montalegre - retornado rico do Brasil, primeiro comendador e depois nobilitado como Barão do Rabaçal
- Abade de Santiago
- Custódia - noiva de Bento, tem 23 anos
- Padre Justino
- Felícia - cozinheira
- José Macário
- José Fístula
- Barão da Corujeira - amigo de Bento
- Baronesa da Corujeira
- Eusébio Macário - trabalhava numa botica